# Новаљи (Бреша)
Новаљи је насеље у Италији у округу Бреша, региону Ломбардија.
Према процени из 2011. у насељу је живело 1322 становника. Насеље се налази на надморској висини од 86 м.